# Вільне (Покровська селищна громада)
Ві́льне — село в Україні, у Синельниківському районі Дніпропетровської області. Входить до складу Покровської селищної громади. Населення становить 45 осіб.

## Географія
Село Вільне розташоване за 2 км від лівого берега річки Гайчул, на відстані 1,5 км від села Братське. По селу протікає пересихаючий струмок з загатою.

## Історія
- 1938 — дата заснування.
- До 2016 року орган місцевого самоврядування — Андріївська сільська рада.
- 12 червня 2020 року, відповідно до розпорядження Кабінету Міністрів України № 709-р від «Про визначення адміністративних центрів та затвердження територій територіальних громад Дніпропетровської області», увійшло до складу Покровської селищної громади[1].
- 19 липня 2020 року, в результаті адміністративно-територіальної реформи і ліквідації Покровського району, село увійшло до складу новоутвореного Синельниківського району[2].